# قصر كويلوز

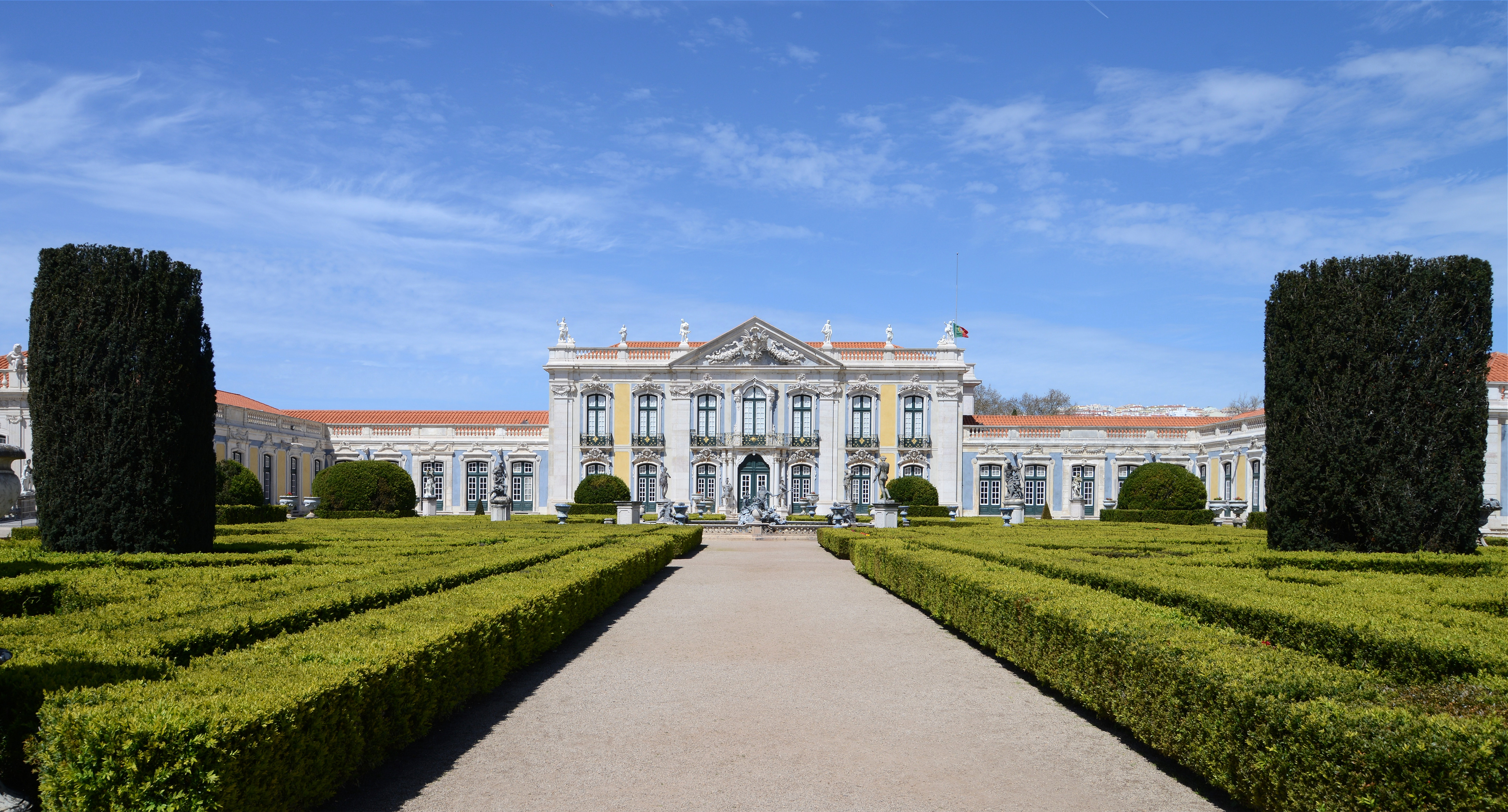
قصر كويلوز

قصر كويلوز، هو قصر تم بناءه في القرن الثامن عشر في مدينة كويلوز ببلدية سينترا، في مقاطعة لشبونة، على سواحل الريفييرا البرتغالية.

## نبذة
ويعد القصر أحد آخر المباني الضخمة التي بُنيت على طراز روكوكو في أوروبا، وبُني القصر ليكون منتجع صيفي للدوم بيدرو براغانزا،  والذي أصبح فيما بعد ملكًا بعد زواجه من أبنة أخته الملكة ماريا الأولى